# Nymphaea odorata
Nymphaea odorata Aiton, 1789 è una pianta acquatica della famiglia Nymphaeaceae, che vive in laghi poco profondi, stagni e più in generale in piccoli bacini d'acqua. È diffusa in Nord America e America centrale, e alcuni esemplari sono presenti anche in Brasile e Guyana.